# Ігнатьєв Павло Миколайович (міністр освіти)
Граф Павло Миколайович Ігнатьєв (30 червня (12 липня) 1870, Константинополь — 12 серпня 1945, Аппер-Мельбурн, провінція Квебек, Канада) — київський губернатор (1907—1909), міністр народної освіти Російської імперії (1915—1916 / 1917). Дійсний статський радник (1908), шталмейстер (1917). Почесний громадянин Томська.

## Походження
Народився в аристократичній родині графа Миколи Павловича Ігнатьєва, згодом міністра внутрішніх справ, та його дружини Катерини Леонідівни, уродженої княжни Голіциної.
У 1913 році успадкував (разом з Е. П. Демидовим) Великий стан бездітного Ю. З. Нечаєва-Мальцова, хоч і був його близьким родичем. Ігнатьєв став власником мальцовських кришталевих заводів, розташованих переважно у Володимирській губернії (Гусь-Хрустальный), і навіть Новосільського скляного заводу Тверської губернії і Тигодського скляного заводу (ст. Любань Миколаївської залізниці).

## Ранні роки
Навчався у Сорбонні. У 1892 році закінчив університет Св. Володимира у Києві. З 1892 року служив у Міністерстві внутрішніх справ. З 1893 року перебував у розпорядженні київського, подільського та волинського генерал-губернатора. Проходив дійсну військову службу в лейб-гвардії Преображенського полку в батальйоні, яким командував спадкоємець цесаревич Микола Олександрович (майбутній імператор Микола II). У своїй роті в унтер-офіцерському званні завідував школою грамотності солдатам.

## Адміністратор
- З 1895 — Липовецький повітовий провідник дворянства.
- З 1904 — голова Київської губернської земської управи в чині церемоніймейстера, яким він був наданий в 1902 році.
- З 17 лютого 1907 — київський губернатор. Справжній статський радник (1908).
- З 13 квітня 1909 — директор департаменту землеробства.
- З 1 січня 1912 — товариш головнокеруючого землеробством та землеустроєм А. В. Кривошеїна.

### Міністр народної освіти
З 9 (22) січня 1915 — тимчасово виконуючий обов'язки (змінивши барона Таубе), з 6 (19) травня 1915 — міністр народної освіти. Було призначено за рекомендацією А. В. Кривошеїна. Дотримувався ліберальних поглядів, був популярним у громадських та інтелектуальних колах. Призначення Ігнатьєва, як і ще кількох міністрів-лібералів, висловлювало не новий курс уряду, а прагнення налагодити відносини з більшістю Державної Думи.
Незабаром після вступу на посаду, у квітні 1915 року Ігнатьєв скликав нараду піклувальників навчальних округів, на якій охарактеризував спільні напрямки нової шкільної політики, яку він передбачав проводити. Матеріали цієї наради з реформи середньої школи (зразкові програми та пояснювальні записки) були видані того ж року, і розглядаються як проект реформи народної освіти. Ці матеріали, а також інші розроблені в різних комісіях зразкові програми та пояснювальні записки до них втілювали в собі «те краще, ніж мала ліберально-буржуазна педагогічна думка», і «у певній частині були використані при складанні програмних матеріалів після Жовтневої революції».
Реформатори передбачали у перспективі запровадження єдиної школи (гімназії) з 7-річним терміном навчання, поділеної на два ступені (1-3 та 4-7 класи). На другому ступені передбачалася спеціалізація — новогуманітарна (з пріоритетом російської мови та літератури, іноземних мов, історії), гуманітарно-класична (традиційна російська гімназія з поглибленим вивченням латинської та грецької мов) або реальна (пріоритет математики та природничих наук). Особлива увага зверталася на необхідність відповідності середньої освіти потребам суспільства та інтересам економіки. Визнавалася необхідною наступність програм середньої школи та наступних етапів професійної підготовки. Пропонувалося запровадити у шкільництві трудовий початок як виховання, а чи не професіоналізації. Важливою складовою проекту реформи була демократизація системи управління народною освітою. Так, пропонувалося створити при гімназіях комітети, до яких увійшли представники громадськості. Педагогічні поради гімназій наділялися правом самостійно розробляти навчальні плани та програми, вирішувати господарські питання.
За час свого перебування на посаді міністра Ігнатьєв провів дві наради піклувальників навчальних округів (у лютому 1915 та березні 1916 року), а також низку педагогічних з'їздів, на яких обговорювалися питання майбутньої реформи. «Необхідно через школу, — говорив Ігнатьєв на цих нарадах, — сприяти розвитку продуктивних сил країни: школа має служити життю та потребам населення». Незважаючи на обмеження приросту бюджету народної освіти після початку Першої Світової війни, кількість вищих та середніх навчальних закладів при Ігнатьєві збільшилася, і міністерству вдалося отримати кошти на підтримку низки жіночих та приватних вузів.
Влітку-восени 1915 року Ігнатьєв брав участь у діяльності групи ліберальних міністрів, які виступали за відкинутий царем компроміс із Державною думою. Більшість із них було звільнено з міністерських постів восени 1915 року, але Ігнатьєв залишився в уряді ще більш ніж на рік.
Зміст реформи освіти, що пропонувалася Ігнатьєвим, викликало неприйняття з боку консервативних сил. Проекти запропонованих ним реформ не отримали підтримки уряду; історики укладають, що в умовах, що склалися, здійснити свою реформу Ігнатьєв не міг.
Не згоден з політикою, проведеної Миколою II, 19 листопада 1916 р. у розмові з імператором Ігнатьєв відверто розповів йому про кризову ситуацію у країні. За місяць, 21 грудня 1916 р. після своєї традиційної доповіді цареві чиновник подав прохання про свою відставку. Микола II не прийняв відставки міністра народної освіти та запропонував йому «продовжувати корисну роботу». Проте за кілька днів, 27 грудня 1916 р. з газет Павло Миколайович дізнався про звільнення. За традицією «підсолодити пігулку» 1 січня 1917 року Ігнатьєв отримав чин шталмейстера двору. Раніше був удостоєний придворних звань камер-юнкера (1894), «на посаді церемоніймейстера» (1896) та «на посаді шталмейстера» (1907).
Після Лютневої революції Ігнатьєва було допитано, серед інших міністрів, Надзвичайною слідчою комісією Тимчасового уряду «для розслідування протизаконних за посадою дій колишніх міністрів, головноуправляючих та інших вищих посадових осіб як цивільного, так і військового і морського відомств». Вже після цього, восени 1917 Ігнатьєв був обраний почесним академіком Російської академії наук (в 1928 звання заочно позбавлений, посмертно відновлений в 1990). Також у 1917 році був обраний почесним членом Петроградського університету, Жіночого медичного інституту, Пермського університету (відкритого під час його перебування міністром), Імператорського Московського технічного товариства.

## На Північному Кавказі
У липні 1917 переїхав разом із сім'єю до Кисловодська. У жовтні 1918 арештований ЧК як заручник і відправлений до П'ятигорська, проте звільнений на вимогу Кисловодської ради у зв'язку з його заслугами в галузі народної освіти. У книзі «Російський альбом» міститься згадка про те, що він погодився залишити в'язницю тільки після того, як на його прохання було звільнено ще двох заручників. Заручники, що залишилися, незабаром були вбиті більшовиками.

## Еміграція
Незабаром після заняття Північного Кавказу білими частинами, у січні 1919 року виїхав до Новоросійська, а звідти, у березні 1919 року, до Болгарії. З липня 1920 року жив в Англії, де придбав маєток Бошан на узбережжі Ла-Маншу. Був головою закордонної організації Російського товариства Червоного хреста, багато зробив для облаштування шкіл російської еміграції у Європі, у яких було реалізовано становища його реформаторського проекту.
1932 року переїхав до Канади, де спочатку жив у Торнхіллі (передмісті Торонто), а з 1936 року — в Аппер-Мельбурні, маленькому містечку на річці Сент-Франсіс на південь від Монреаля. Автор мемуарів, рукопис яких англійською мовою зберігається у фондах Бахметьєвського архіву (США). Оригінал рукопису російською зберігається у особистому архіві онука П. н. Ігнатьєва Михайла Ігнатьєва (Michael Ignatieff), канадського історика, який проживає в Англії. Окремі розділи спогадів були опубліковані у 1944 р. у 8 та 9 номерах журналу «Новий журнал» (Нью-Йорк).

## сім'я
Дружина (з 16 квітня 1903; Ніцца) — княжна Наталія Миколаївна Мещерська (1877—1944), фрейліна, дочки князя Н. П. Мещерського, піклувальника Московського навчального округу. У шлюбі народилося семеро синів:
- Микола (1904-52) — декан коледжу Харта при університеті Торонто.
- Володимир (1905-?) — Агроном.
- Олексій (1907-?) — начальник управління шахт Міністерства паливної промисловості Канади.
- Павло (1908—1909).
- Леонід (1910-?) — Викладач російської літератури.
- Георгій (1913-89), постійний представник Канади в НАТО та ООН .
  - Його син Михайло (Майкл) опублікував книгу «Російський альбом» про долю своїх діда та бабусі; Російське видання вийшло 1996 р.
- Олександр (р. та пом. 1916).

## Рекомендована література
- Граф Ігнатьєв та розвал школи [Архівовано 17 листопада 2021 у Wayback Machine.]: (доповідь шкільної секції загальним зборам наради) / І. І. Дудніченко; Нижегородське совіщ. монархічних орг. — Саратов: Волга, 1916. — 45 с